# Vasco da Gama (cráter)

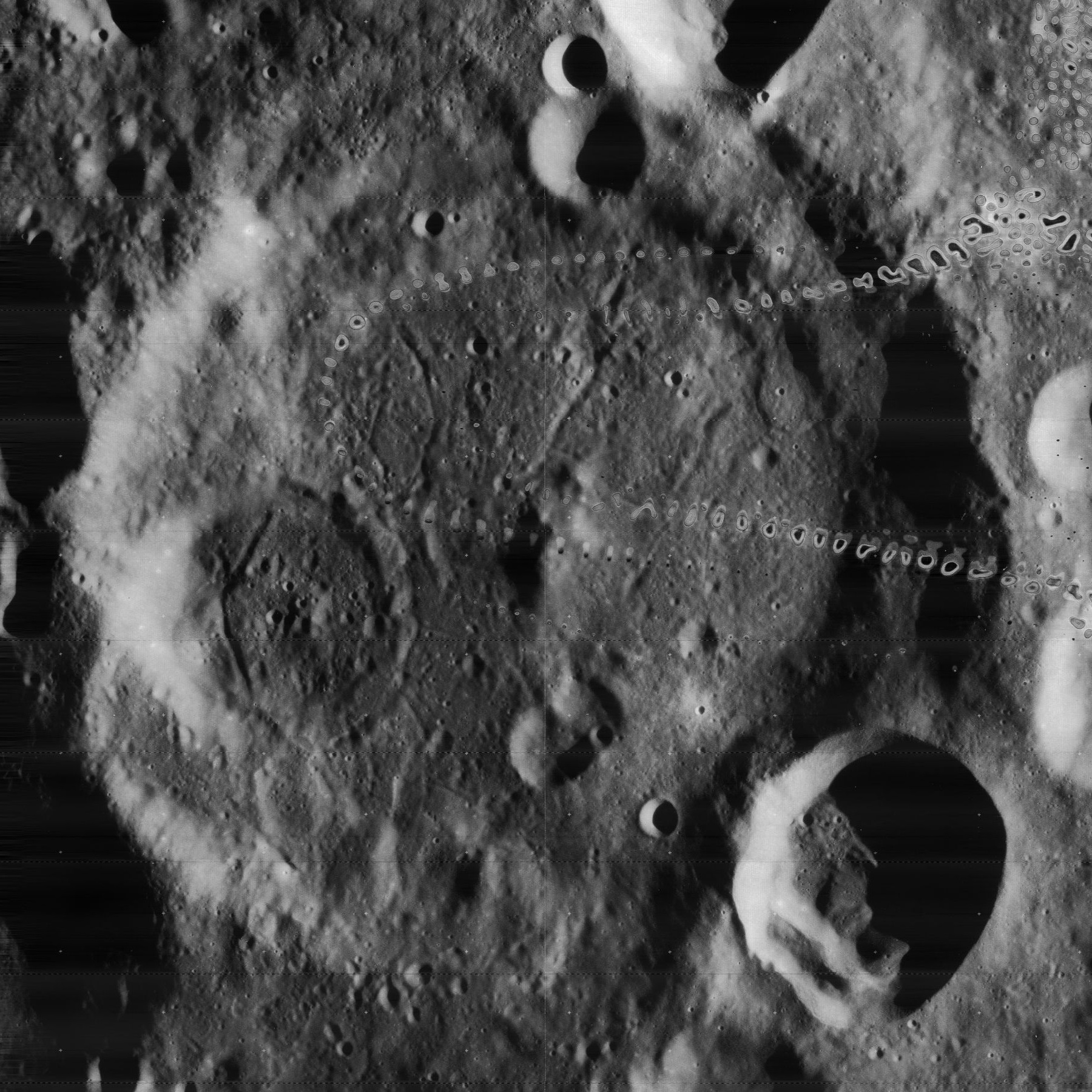
Fotografía de la misión Lunar Orbiter 4 (1967)

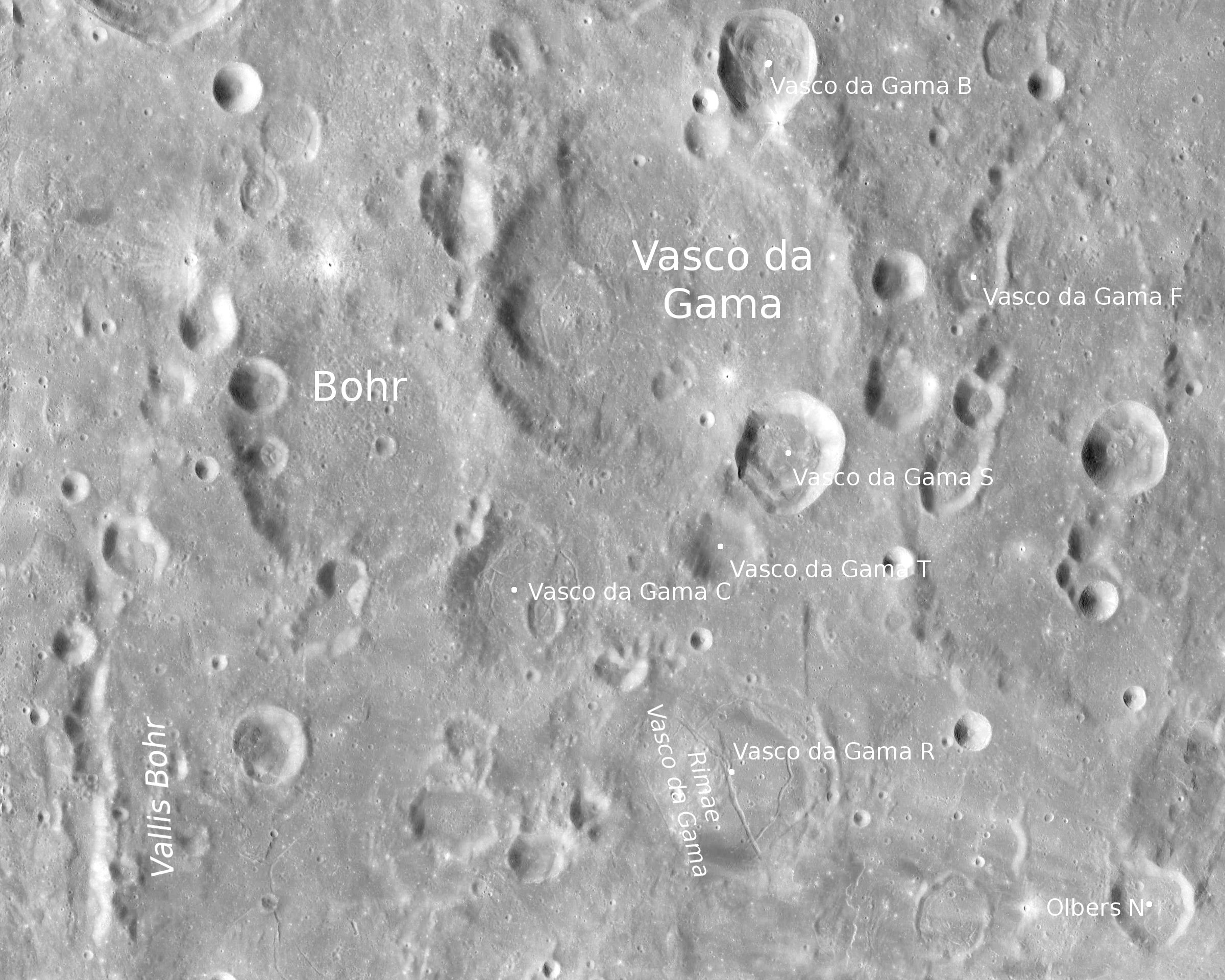
Entorno de Vasco da Gama

Vasco da Gama es un cráter de impacto que se encuentra cerca del terminador occidental de la Luna. Se halla al sureste de la llanura amurallada del cráter Einstein y al sur de Dalton. Junto al borde suroeste de Vasco da Gama aparece el cráter algo más pequeño Bohr.
|  |

Las partes septentrional y meridional del borde de Vasco da Gama han sido erosionadas fuertemente por sucesivos impactos, con los bordes occidental y del este algo más intactos. El cráter más pequeño Vasco da Gama S penetra en el borde sureste, y justo al suroeste yace Vasco da Gama T. Cerca del borde noreste se localiza Vasco da Gama B. Un macizo central de escasa altura se sitúa cerca del punto medio del suelo interior.
El cráter satélite Vasco da Gama R contiene en su plataforma interior un sistema de grietas denominado Rimae Vasco da Gama. El sistema de cráteres leva el nombre del explorador portugués Vasco da Gama. 

## Cráteres satélite
Por convención estos elementos son identificados en los mapas lunares poniendo la letra en el lado del punto medio del cráter que está más cercano a Vasco da Gama.
|               | \| Vasco da Gama \| Coordenadas \| Diámetro \| \| ------------- \| ------------------------------- \| -------- \| \| A \| 12°38′N 80°04′O / 12.63, -80.07 \| 22 km \| \| B \| 15°43′N 83°07′O / 15.72, -83.12 \| 25 km \| \| C \| 11°29′N 85°04′O / 11.48, -85.07 \| 47 km \| \| F \| 13°52′N 80°47′O / 13.86, -80.78 \| 56 km \| \| P \| 12°00′N 80°20′O / 12.00, -80.34 \| 103 km \| \| R \| 9°55′N 83°31′O / 9.91, -83.51 \| 61 km \| \| S \| 12°38′N 82°56′O / 12.63, -82.94 \| 30 km \| \| T \| 11°52′N 83°30′O / 11.87, -83.50 \| 20 km \| |          |
| Vasco da Gama | Coordenadas | Diámetro |
| A             | 12°38′N 80°04′O / 12.63, -80.07 | 22 km    |
| B             | 15°43′N 83°07′O / 15.72, -83.12 | 25 km    |
| C             | 11°29′N 85°04′O / 11.48, -85.07 | 47 km    |
| F             | 13°52′N 80°47′O / 13.86, -80.78 | 56 km    |
| P             | 12°00′N 80°20′O / 12.00, -80.34 | 103 km   |
| R             | 9°55′N 83°31′O / 9.91, -83.51 | 61 km    |
| S             | 12°38′N 82°56′O / 12.63, -82.94 | 30 km    |
| T             | 11°52′N 83°30′O / 11.87, -83.50 | 20 km    |